# Голубоглазка злаколистная
Голубогла́зка злаколи́стная (лат. Sisyrinchium graminifolium) — вид цветковых растений рода Голубоглазка (лат. Sisyrinchium) семейства Ирисовые, или Касатиковые (лат. Iridaceae).

## Ботаническое описание
Многолетнее травянистое растение со стеблями 15—45 см высотой, они могут быть как простыми, так и ветвящимися. У основания растения находятся линейно-мечевидные листья длиной до 3,5 см. Цветки жёлтые, мелкие, по 4—8 в соцветии. Цветение ранней весной.

## Ареал
Произрастает в Чили.

## Хозяйственное значение и применение
Используется в цветоводстве как декоративное растение.

## Синонимика
- Bermudiana fasciculata (Klatt) Kuntze
- Bermudiana graminifolia (Lindl.) Kuntze
- Echthronema graminifolia (Lindl.) Herb.
- Echthronema maculata (Hook.) Herb.
- Echthronema pumila (Lindl.) Herb.
- Pogadelpha graminifolia (Lindl.) Raf.
- Pogadelpha maculata (Hook.) Raf.
- Sisyrinchium adscendens F.Phil.
- Sisyrinchium ascendens Poepp.
- Sisyrinchium dasycarpum Phil.
- Sisyrinchium fasciculatum Klatt
- Sisyrinchium graminifolium var. ascendens (Poepp.) Baker
- Sisyrinchium graminifolium var. maculatum (Hook.) Klatt
- Sisyrinchium graminifolium var. pumilum Lindl.
- Sisyrinchium guttatum Moris
- Sisyrinchium luteum Bertero ex Steud.
- Sisyrinchium maculatum Hook.
- Sisyrinchium majale Link, Klotzsch & Otto
- Sisyrinchium piligerum Phil.
- Sisyrinchium tenuifolium f. pumilum (Lindl.) Klatt
- Sisyrinchium tingens Steud.
- Sisyrinchium volckmannii Phil.[1]